# Guided by Voices
Guided by Voices (часто сокращенно GBV) — американская инди-рок-группа из Дейтона, штат Огайо, образованная в 1983 году. За время существования коллектива, поменялось множество участников, за исключением основателя и главного автора песен — Роберта Полларда. Guided by Voices впервые распалась в 2004 году, хотя многие из её бывших музыкантов продолжают участвовать в сольных и других проектах.
Знаменита прежде всего своей лоу-фай эстетикой и характерным звучанием записей четырёхдорожечной портастудии. В Guided by Voices заметно влияние пост-британского вторжения гаражного рока, психоделического рока, прогрессивного рока, панк-рока и пост-панка. Группа также получила немало внимания своей плодовитостью, с казалось бы, бесконечным потоком релизов. Продолжительность большинства песен составляет около двух минут, но многие из них ещё короче. Часто они заканчиваются внезапно, либо переплетаются со случайными и самодельными звуковыми эффектами.
В 2010 году Guided by Voices воссоединилась классическим составом, чтобы выступить на вечеринке в честь 21-го дня рождения Matador Records, а затем провела тур по стране. После реформирования, группа выпустила шесть новых альбомов. Guided by Voices распалась второй раз в конце 2014 года, но позже снова воссоединилась в феврале 2016 года.

## История группы
Guided by Voices была сформирована в Дейтоне, в начале 1980-х годов, начав свою карьеру играя в барах и клубах местной сцены. Довольно часто работа и выступления переплетались между собой, и через некоторое время Поллард изменил приоритеты группы в сторону студийных записей. Guided by Voices сами финансировали свои независимые релизы, включая Devil Between My Toes, Sandbox, Self-Inflicted Aerial Nostalgia, а также Same Place The Fly Got Smashed. Альбомы были распроданы в небольших количествах, около пары сотен каждый. В основном они распространялись только среди друзей и семей участников группы.

### Lo-Fi (1992—1996)
С выпуском ультра-ограниченным тиражом альбома Propeller (было изготовлено всего 500 экземпляров, каждый с уникальной, нарисованной от руки обложкой), Guided by Voices впервые получили определённое признание за пределами их родного города. Отчасти это было связано с вниманием со стороны поклонников колледж-рока и таких групп, как Sonic Youth, R.E.M. и The Breeders. В 1993-м Guided by Voices возвращаются к живым выступлениям и появляются на сценах Нью-Йорка и Филадельфии (впервые за пределами Огайо). В это же время основное ядро группы, которым являлся Поллард, обрастает гитаристами Тобином Спраутом и Митчем Митчеллом, басистом Грегом Демосом и барабанщиком Кевином Феннеллом. Спраут, который уже успел поучаствовать в ранних версиях группы, присоединился незадолго до выхода Propeller, добавив контраста собственными песнями, потому как до этого главным автором композиций Guided by Voices являлся Поллард. Также в 1993-м выходит альбом Vampire on Titus, а вслед за ним EP Japanese Spin Cycle и Static Airplane Jive. В течение следующего года группа начинает получать внимание со стороны средств массовой информации, в том числе и журнала Spin.
В 1994 году наступил поворотный момент для группы. Поллард отобрал из новых песен, а также множества архивных записей из истории GBV, материал для следующего альбома Bee Thousand и передал его через Scat Records, на инди-лейбл Matador Records для дальнейшей дистрибуции. Вскоре Guided by Voices официально подписали контракт с Matador, после чего Поллард и его коллеги, наконец смогли уйти со своей работы, чтобы заниматься музыкой полный рабочий день. Группа неожиданно удивила ранних зрителей, привыкших видеть лоу-фай-команды, как спокойных и вяло передвигающихся по сцене музыкантов, в то время как у GBV были энергичные и живые шоу, с доморощенной рок-театральностью Полларда (состоящей из карате-пинков, прыжков, и размахиванием микрофона в духе Роджера Долтри), кружащимся и курящим Митчем Митчеллом, иногда при участии басиста Грега Демоса, одетым в полосатые штаны, все это в сочетании с нескончаемым шквалом мелодий, длящимися по 90 секунд, а также огромным количеством алкоголя вокруг.
Настоящим дебютом группы на Matador, стал альбом Alien Lanes вышедший в 1995 году, который несмотря на пятизначные цифры в продажах, был построен из обрывков домашних записей. GBV все ещё оставалась в андерграунде, но популярность продолжала набирать обороты, в связи с освещением её в мейнстрим-источниках, таких как MTV и Rolling Stone. После сессий для концептуального альбома The Power of Suck, работа над ним была прервана. Так или иначе, позже группа все же использовала этот материал, записанный с Ким Дил и Стивом Альбини в 1996 году, для альбома Under the Bushes Under the Stars. В этом же году, GBV пожертвовали песню «Sensational Gravity Boy» для альбома-компиляции Red Hot + Bothered (подписаны как «Freedom Cruise»), продюсируемой организацией посвящённой борьбе со СПИДом Red Hot Organization. Напряжение после тяжелых гастролей, все же приводит к кончине «классического состава» — Тобин Спраут покидает группу, чтобы сосредоточиться на воспитании ребёнка, живописи и сольной карьере. Он и Поллард отметили это событие, выпустив одновременно в один день, свои сольные альбомы: Carnival Boy от первого и Not in My Airforce от второго. Оба поучаствовали друг у друга в проектах. Роберт Поллард продолжил сольную карьеру, параллельно участвуя в Guided by Voices. Его песни часто включались в сет-лист группы.

### Мейджор-лейбл (1997—2001)
В 1997 году Поллард начинает создавать новый образ Guided by Voices, записывая с глэм-рокерами из Кливленда Cobra Verde, альбом Mag Earwhig!, состоящий из песен смешанных из хард-рокового звучания и традиционных лоу-фай отрывков, а также одного трека «Jane of the Waking Universe», записанного ещё с «классическим составом». Тем не менее «Guided by Verde» постигает та же участь — после года тяжелых гастролей, в конце 1997 года этот состав так же распадается. Это стало ясно, после объявления Поллардом, что следующий проект GBV будет уже с другими музыкантами.
В 1998 году начинает образовываться новый состав Guided by Voices, который включал гитариста Cobra Verde — Дуга Гилларда, басиста из ещё «классической эпохи» группы — Грега Демоса и бывшего барабанщика The Breeders — Джима Макферсона. Чуть позже к ним присоединился гитарист Нэйт Фарли, ранее участвовавший в The Amps и The Breeders. Группа уходит из Matador (на тот момент ещё без Фарли), и начинает работать с продюсером Риком Окасеком над созданием нового альбома, который должен был стать их дебютом на мейджор-лейбле. Выпуск Do the Collapse на Capitol Records неоднократно откладывался, и наконец был выпущен на псевдо-инди-лейбле TVT (в Великобритании он был выпущен на Creation Records). Из-за гладкого и сильно обработанного звучания, до этого чуждому Guided by Voices, альбом не снискал популярности на радио и в целом был встречен смешанными отзывами критиков.
На протяжении 1999 и 2000-х годов, гастроли Guided by Voices с их живыми выступлениями, стали в определённых кругах легендарными. Трёхчасовые шоу со множеством новых и старых песен, треки из сольных работ Полларда, импровизированные каверы на The Who, Дэвида Боуи и The Rolling Stones, все это в сопровождении непрерывного потребления алкоголя. Примерно в это же время, в 2000 году, группа успела побывать помимо перелётов из США и Европы, в Австралии и Японии (их единственные визиты туда). В этом же году, ограниченным тиражом выходит массивный сборник Suitcase, состоящий из четырёх дисков, в которые вошли 100 песен из неизданного за три десятилетия материала, хранившегося у Роберта Полларда (ещё два бокс-сета неизданных записей — Suitcase 2 и Suitcase 3, были выпущены в октябре 2005-го и ноябре 2009 года соответственно).
В 2001 году был записан альбом Isolation Drills с музыкальным продюсером Робом Шнапфом (ранее работавший с такими исполнителями как Эллиотт Смит, Fu Manchu и Бек). В отличие от Окасека, Шнапф попытался более близко захватить живой звук группы. Хотя альбом и дебютировал в топе Billboard 200 и получил более высокие отзывы критиков, чем его предшественник, на радио востребованным он все же не стал.

### Поздние года (2002—2004)
После ухода от TVT в 2002 году, Guided by Voices возвращаются на Matador и выпускают свой новый альбом Universal Truths and Cycles, отходя от формата радиоэфира предыдущих двух, и возвращаясь к звучанию группы середины 90-х, со своего рода «mid-fi» эстетикой. Продюсером Universal Truths and Cycles выступает Тодд Тобиас, который уже работал с группой над двумя последними альбомами на Matador. В 2003 году выходит Earthquake Glue в своеобразной прог-стилистике, а затем антология в виде бокс-сета Hardcore UFOs: Revelations, Epiphanies and Fast Food in the Western Hemisphere и компиляция лучших хитов Best of Guided by Voices: Human Amusements at Hourly Rates.
В 2004 году Поллард объявил, что он распускает Guided by Voices после выхода Half-Smiles of the Decomposed и заключительного прощального тура.

Это будет выглядеть, действительно как последний альбом Guided by Voices… Я всегда говорил, что когда я буду записывать его, то должен быть полностью доволен этим материалом, чтобы это подобало последнему альбому. И выглядит он именно так.— Роберт Поллард, Объявление из официального сайта, 2004
9 ноября 2004 года Guided by Voices выступили на сцене Austin City Limits, который транслировали на PBS 22 января 2005 года. Их последнее появление на телевидении произошло в эфире Late Night с Конаном О’Брайеном 2 декабря 2004 года, где они исполнили сингл «Everybody Thinks I’m a Raincloud (When I’m Not Looking)». После того, как тур финальных шоу по Америке подошёл к концу, Guided by Voices отыграли свой последний концерт в зале «The Metro in Chicago» 31 декабря 2004 года. Выступление шло около четырёх часов. Марафон из 63-х песен был задокументирован и выпущен на DVD под названием The Electrifying Conclusion.

### После GBV (2005—2009)
Роберт Поллард выпустил свой первый, после Guided by Voices альбом, в 2006 году на Merge Records. Он получил название From a Compound Eye и являлся двойным LP. Продюсером выступил Тодд Тобиас, ранее неоднократно работавший с GBV. Позже альбомы Полларда выходили на его собственном лейбле Guided by Voices Inc., продолжая издаваться и на Merge Records.
После прекращения существования Guided by Voices, Роберту Полларду часто поступали вопросы по поводу воссоединения группы. В 2007 году он сказал журналу MAGNET следующее: «Для меня это скорее бессмысленный заработок денег. Если ты намереваешься собрать группу, чтобы играть вместе, то она должна помогать тебе писать новые песни, а не просто исполнять хиты. Это как какая-то городская ярмарка колесящая по кругу. Так что я не вижу повода для воссоединения Guided by Voices. За все время в этой группе побывало уже более 50-60 человек».
Поллард в 2005 году также прокомментировал журналу Harp тот факт, что GBV и его соло-проекты, практически идентичны: «Вы знаете, многие люди пытаются найти различия между Робертом Поллардом и Guided By Voices. Я хочу сказать им, что по большому счету, здесь нет никакой разницы — я — Роберт Поллард и я — Guided By Voices».
В 2008 году Поллард допустил возвращение GBV для его альбома Robert Pollard Is Off to Business, но в итоге решил вместо этого создать лейбл под названием Guided by Voices Inc.
В 2007 году, на 50-й день рождения Роберта Полларда, состав образца 1998—1999 года, воссоединился для того чтобы исполнить нескольких песен.
В октябре 2008 года было объявлено, что музыка Guided By Voices будет использована для музыкального 3D-фильма, основанного на жизни Клеопатры. Режиссёром картины должен был выступить Стивен Содерберг, а сценаристом бывший участник группы — Джим Грир. Они также планировали переписать тексты песен, чтобы уместить их в сюжет. Ранее Стивен Содерберг уже использовал композиции Guided By Voices в своём фильме «Во всей красе». Также он является автором предисловия для книги Грира «Guided by Voices: A Brief History». Поллард, в свою очередь, выступал в роли композитора для кинокартины Содерберга «Пузырь» и написал для него саундтрек.

### Воссоединение (2010—2014)
В июне 2010 года Matador Records объявили о том, что «классический состав» периода 1993—1996 года воссоединился, чтобы выступить на 21-м юбилее лейбла в Лас-Вегасе, в октябре того же года. Впоследствии был объявлен тур, в честь полного воссоединения группы, билеты на который, были полностью распроданы, практически на каждую дату. Тур включал остановки в Хобокенском Maxwell’s Tavern и The Southgate House Revival в Ньюпорте — два места, связанные с историей группы и их легендарными шоу там в прошлом. На вопрос музыкального портала Spinner, есть ли какая-нибудь вероятность того, что появится новый материал GBV, Поллард ответил: «Я иногда думал над этим, но пока это очень отдалённая перспектива… Мы все сейчас занимаемся любимыми вещами. В целом, я не исключаю такой возможности».
21 сентября 2011 года был анонсирован новый альбом Guided By Voices — Let’s Go Eat the Factory, который был выпущен в январе 2012 года. 4 января 2012 года группа исполнила их сингл «The Unsinkable Fats Domino» на Late Show Дэвида Леттермана, для продвижения Let’s Go Eat the Factory. Во время выступления, бас-гитарист Грег Демос упал, в момент исполнения своего импровизированного танца. Тем не менее, он не пострадал, и группа продолжила играть не прерывая песню.
Группа отменила их первое, после воссоединения, выступление в Великобритании, которое должно было пройти в мае 2012 года, на Лондонском фестивале All Tomorrow’s Parties «I’ll Be Your Mirror» в Александра-палас, а также запланированный концерт на фестивале Primavera Sound в Барселоне. Менеджмент группы, опроверг информацию о том, что отмены были связаны с очередным распадом коллектива, и подтвердил, что работа над новым материалом все ещё продолжается.
12 июня 2012 года выходит второй, после воссоединения, полноформатный альбом Guided By Voices — Class Clown Spots a UFO, который считается многими поклонниками, как лучший из последних лет. В Class Clown Spots a UFO  наблюдается возвращение к звучанию группы середины 90-х. Вслед за ним, в ноябре этого же года, выходит альбом The Bears for Lunch. В сентябре 2012 года GBV снова начинает гастроли с 13-ю шоу, под общим названием «Tour of the South», 8 сентября взяв начало в Дейтоне, позже с концертами в Кливленде и Питтсбурге, останавливаясь в Северной Каролине, Флориде, Джорджии, Новом Орлеане, Техасе (Хьюстон и Остин), штатах Миссури и Канзасе. Финальное шоу прошло 29 сентября 2012 года в Сент-Луисе. В 2013 году выходит ещё один альбом — English Little League.
В июле 2013 года, в интервью с Magnet Magazine, Поллард заявил, что English Little League может стать последним альбомом Guided By Voices. Тем не менее, в сентябре начинается запись Motivational Jumpsuit — пятого по счету после воссоединения альбома, который выходит в феврале 2014 под лейблами Guided By Voices Inc. и Fire Records. Шестой альбом — Cool Planet был выпущен 13 мая того же года.
18 сентября 2014 года, на официальной страницы Guided By Voices в Facebook, внезапно было объявлено, что группа в очередной раз распущена. Оставшиеся даты тура были отменены.

### Второе воссоединение (2016 — настоящее время)
В феврале 2016 года, на своей официальной страницы Guided By Voices в Facebook, было объявлено, что 25 июня группа станет хэдлайнером в фестивале Sled Island, а также что «поразительно свежий альбом Guided By Voices уже в работе, в котором он (Поллард) играет на всех инструментах». Позже Поллард подтвердил новый состав группы, который будет включать в себя вернувшегося барабанщика Кевина Марча вместе с новичками в группе — гитаристами Бобби Бэром, Мл. и Ником Митчеллом, а также басистом Марком Шу.
На концерте 16 июля 2016 года гитарист Ник Митчелл был заменён прежним участником группы, Дугом Гиллардом. Гиллард присоединился к Guided by Voices на постоянной основе в конце этого же месяца.

## Факты
- Британский комик Стюарт Ли является почитателем творчества Роберта Полларда и иногда использует его музыку в своих выступлениях[35]. Альбом Guided By Voices — An Earful o' Wax входит в число его любимых[36]. Также он является автором нескольких обзоров и заметок о группе[37][38].
- В 2013 году бывший барабанщик группы Кевин Феннелл выставил лот со своими барабанами на eBay за 50000 долларов, указав имя группы в описании. Роберт Поллард счёл это за крайне некрасивый жест и уведомил об этом в официальной группе Guided by Voices на Facebook. Феннелл написал Полларду на электронную почту, в которой началась небольшая перепалка, затронувшая также и личные темы, касающиеся дел внутри группы. Позднее эта переписка стала общедоступной[39].[значимость факта?]

## Участники

### Текущий состав
- Роберт Поллард — вокал (с 1986)
- Дуг Гиллард — гитара (1997—2004, с 2016)
- Бобби Бэр, Мл. — гитара (с 2016)
- Марк Шу — бас-гитара (с 2016)
- Кевин Марч — ударные (2001—2004, 2014, 2016 — настоящее время)

### Бывшие участники
- Митч Митчелл — гитара (1986—1997, 2012—2014)
- Тобин Спраут — гитара (1986—1997, 2012—2014)
- Джим Поллард — гитара (1986—1992)
- Ник Митчелл — гитара (2016)
- Нэйт Фарли — гитара (2001—2004)
- Грег Демос — бас-гитара (1990—2001, 2012—2014)
- Тим Тобиас — бас-гитара (2001—2004)
- Кевин Феннелл — ударные (1986—1989, 1994—1997, 2012—2014)
- Дон Трэшер — ударные (1986—1992)
- Дейв Суонсон — ударные (1997—1998)
- Джим Макферсон — ударные (1998—2001)

## Дискография
- Devil Between My Toes (1987)
- Sandbox (1987)
- Self-Inflicted Aerial Nostalgia (1989)
- Same Place the Fly Got Smashed (1990)
- Propeller (1992)
- Vampire on Titus (1993)
- Bee Thousand (1994)
- Alien Lanes (1995)
- Under the Bushes Under the Stars (1996)
- Tonics & Twisted Chasers (1996)
- Mag Earwhig! (1997)
- Do the Collapse (1999)
- Isolation Drills (2001)
- Universal Truths and Cycles (2002)
- Earthquake Glue (2003)
- Half Smiles of the Decomposed (2004)
- Let's Go Eat the Factory (2012)
- Class Clown Spots a UFO (2012)
- The Bears for Lunch (2012)
- English Little League (2013)
- Motivational Jumpsuit (2014)
- Cool Planet (2014)